# Vachellia tortilis

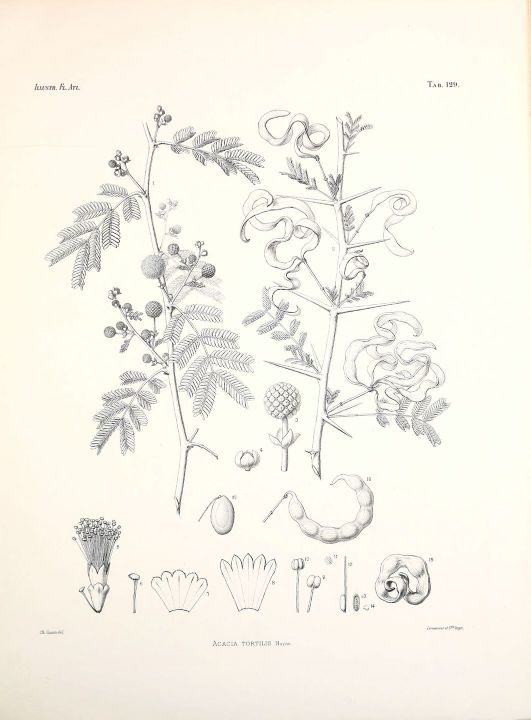
Illustration

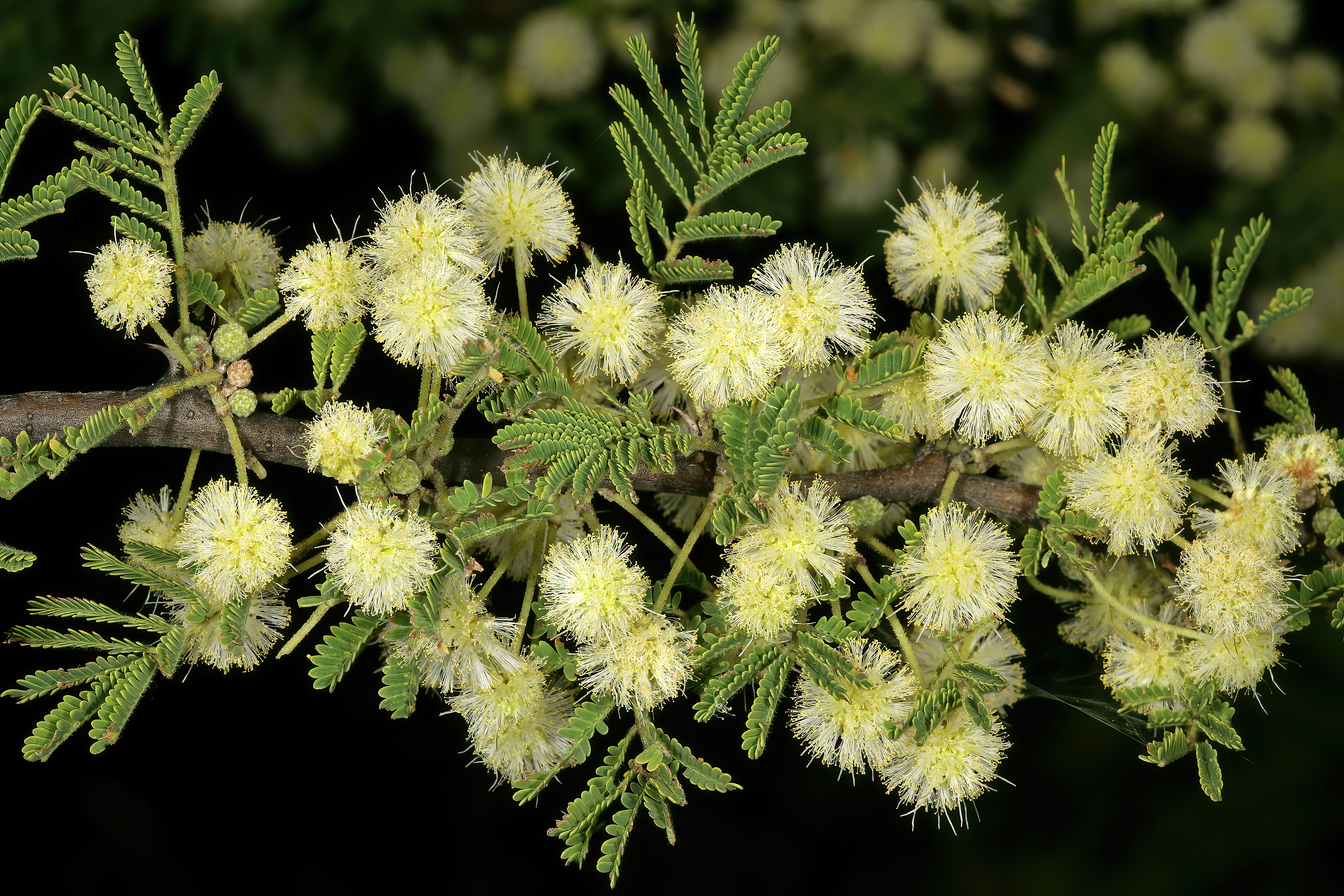
Blütenstände

Vachellia tortilis (Syn.: Acacia tortilis (Forssk.) Hayne, Mimosa tortilis Forssk.), wie viele andere Arten dieser Unterfamilie auch Schirmakazie genannt, ist eine Pflanzenart aus der Gattung Vachellia in der Unterfamilie der Mimosengewächse (Mimosoideae) innerhalb der Familie der Hülsenfrüchtler (Fabaceae). Sie ist in Afrika weitverbreitet und kann als afrikanisches Wahrzeichen bezeichnet werden.

## Beschreibung

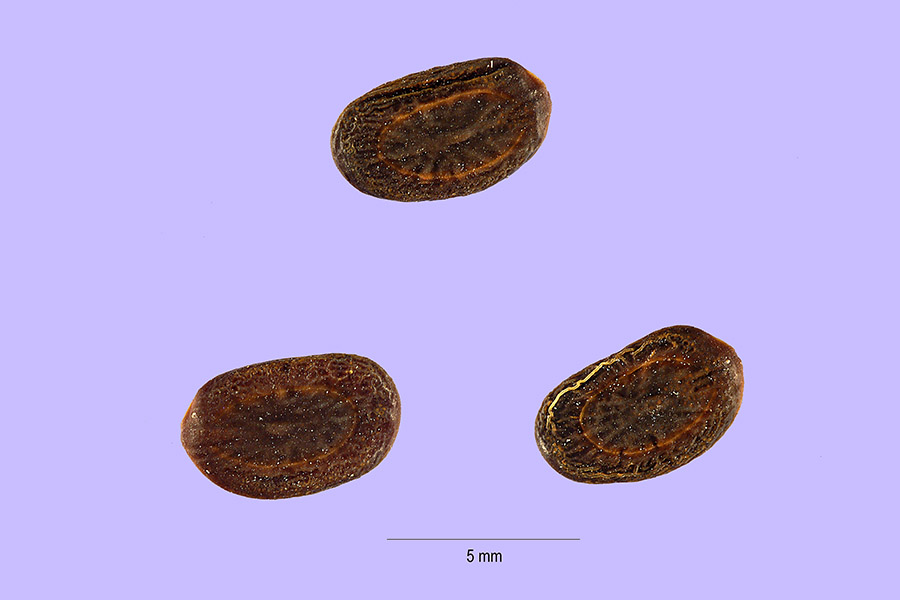
Samen

Vachellia tortilis wächst meist als immergrüner, schnellwüchsiger und trockenheitsresistenter Baum bis zu etwa 20 Meter hoch und in der Wuchsform einer Schirmakazie. Sie ist leicht erkennbar an ihrer meist schirmähnlichen flachen, breiten Baumkrone. In sehr heißen und trockenen Gebieten bildet sie unter Umständen nur drahtige, kleine Sträucher. Die Zweige besitzen kleine Nebenblatt- und lange andere Dornen. Der Baum führt ein Gummi.
Die wechselständig an den Zweigen angeordneten Laubblätter sind in Blattstiel und -spreite gegliedert. Die etwa 2–4 Zentimeter lange Blattspreite ist doppelt gefiedert und an der Rhachis oft drüsenbesetzt. Die bis zehn Fiedern erster Ordnung besitzen jeweils bis zu 15–18 Paare sehr kleine, mehr oder weniger behaarte, ganzrandige Fiederblättchen.
Die kleinen, stark duftenden, weißen Blüten stehen in kleinen, dichten und achselständigen, gestielten Köpfchen. Die zwittrigen Blüten besitzen viele lange Staubblätter. Die flachen, behaarten bis kahlen, meist nicht öffnenden, mehrsamigen Hülsenfrüchte sind meist spiralförmig verdreht. Die glatten, flachen und dunkelbraunen, elliptischen bis rundlichen Samen mit Pleurogram sind 4–7 Millimeter groß.
Die Chromosomenzahl beträgt 2n = 52, 78 oder 104.

## Systematik
Die Erstveröffentlichung erfolgte 1775 unter dem Namen (Basionym) Mimosa tortilis Forssk. durch Peter Forsskål in Flora Aegyptiaco-Arabica, S. 176. Die Neukombination zu Vachellia tortilis (Forssk.) Galasso & Banfi wurde 2008 durch Gabriele Galasso und Enrico Banfi in Atti della Società Italiana di Scienze Naturali e del Museo Civico di Storia Naturale di Milano, 149, 1, S. 150 veröffentlicht.
Von der Art Vachellia tortilis gibt es mehrere Unterarten:
- Vachellia tortilis (Forssk.) Galasso & Banfi subsp. tortuosa ined.
- Vachellia tortilis subsp. campoptila (Schweinf.) Ragup., Seigler, Ebinger & Maslin

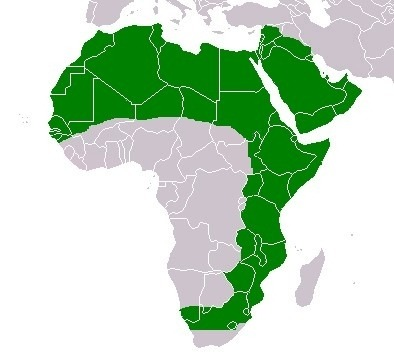
Verbreitungskarte

- Vachellia tortilis subsp. raddiana (Savi) Kyal. & Boatwr.
- Vachellia tortilis subsp. spirocarpa (Hochst. ex A.Rich.) Kyal. & Boatwr.
- Vachellia tortilis subsp. heteracantha (Burch.) Kyal. & Boatwr.
- Vachellia tortilis subsp. tortilis.

## Verbreitung
In den Savannen Afrikas ist Vachellia tortilis verbreitet, besonders im Sudan, aber auch im nahen Osten. Vachellia tortilis wächst auf sandigen und steinigen Böden; auch an steilen Böschungen und auf stark alkalischen Böden. Vachellia tortilis verträgt Trockenheit, hohe Temperaturen und Sandstürme. 
 Bei Pflanzen, die älter als zwei Jahre waren, wurde eine geringe Frostresistenz festgestellt. Bekannt ist der Arbre du Ténéré als Orientierungspunkt im Südwesten der Ténéré-Wüste in Niger, der bis zu seiner Zerstörung 1973 als isoliertester Baum der Erde galt.

## Ökologie
Die Blätter und Blüten von Vachellia tortilis dienen zahlreichen Tieren als Futterquelle. Durch den Fraß wird  Wuchs und Form der Pflanze beeinflusst. Vachellia tortilis „warnen“ ihre Artgenossen mit Hilfe des Botenstoffes Ethen vor Fressfeinden. Daraufhin beginnen sowohl der warnende Baum als auch die gewarnten Bäume in einem Umkreis von etwa 50 Meter mit der Produktion von Tanninen. Der Tanningehalt der Blätter wird umso höher und damit die Blätter umso giftiger, je öfter die Akazien angefressen bzw. gewarnt werden. Tiere, die von den Vachellia tortilis fressen, bewegen sich instinktiv und stetig von Exemplar zu Exemplar gegen den Wind.
Der Stamm von Vachellia tortilis ist sehr oft von Termiten und Käferlarven zerfressen. Daher können Elefanten ihn leicht umwerfen, um an Zweige zu gelangen.
Die Hülsenfrüchte werden wegen ihrer proteinhaltigen Hülle von vielen Tieren der Savanne gefressen. Obwohl viele Samen durch das Kauen und die Verdauungssäfte zerstört werden, ist die Wahrscheinlichkeit, dass damit ein neuer Baum entsteht, höher als bei Samenschoten, die nicht gefressen werden. Wenige Stunden nachdem die Bäume die Schoten abgeworfen haben, kommen kleine Käfer und legen ihre Eier darauf ab. Daraus schlüpfen viele kleine Larven, die sich von den Samen ernähren und sie damit zerstören. Werden die Samen jedoch von großen Tieren gefressen und überstehen sie deren Verdauungstrakt, so sind sie anschließend frei von Insekten.

## Nutzung

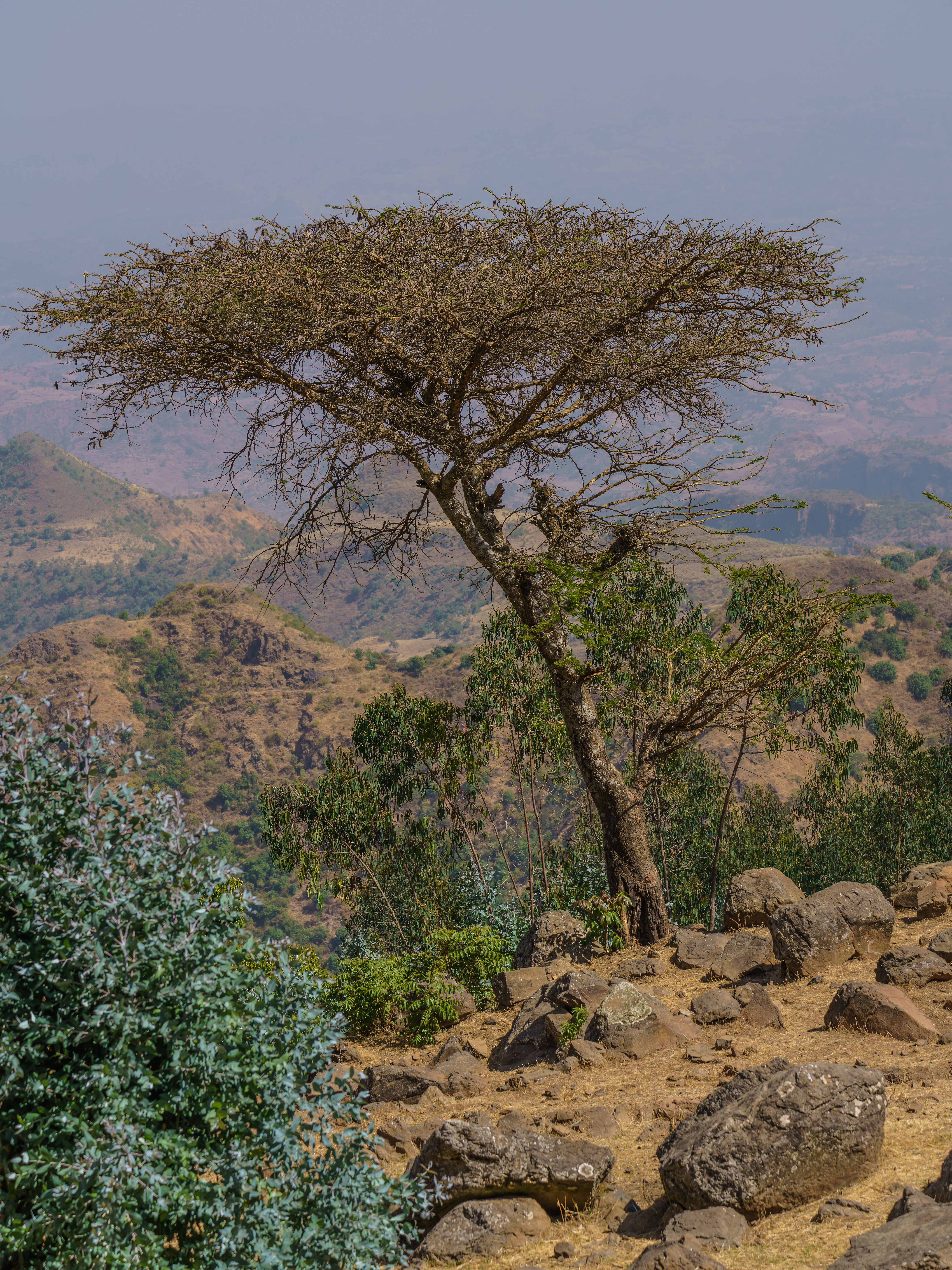
Vachellia tortilis in Äthiopien

Das Holz des gesamten Baumes wird als Brennholz verwendet, die Blätter und Hülsen haben einen hohen Futterwert und werden als Tierfutter verwendet. Dazu werden die Bäume zum Windschutz, zur Fixierung von Sanddünen, zum Schutz vor Bodenerosion, als Schattenspender und als Bienenweide gepflanzt.
Das Holz wird auch im geringen Umfang für Stützen Zaunpfosten und Werkzeugstiele verwendet, allerdings verzieht es sich beim Trocken stark und wird häufig von holzbohrenden Insekten befallen.
Traditionell werden aus der Rinde Stricke und Tauwerk hergestellt und verschiedene Pflanzenteile als Medizin verwendet.
Die Rinde wird als Gerbstoff verwendet. Der Gummisaft ist essbar und kann wie Gummi arabicum der Verek-Akazie (Senegalia senegal) und Seyal-Akazie (Vachellia seyal) verwendet werden. Viele Pflanzenteile von Vachellia tortilis, darunter Wurzeln, Zweige und Hülsenfrüchte, werden oft von Einheimischen für die verschiedensten Zwecke genutzt. Dazu gehören Waffen, Werkzeuge und Medizin.
Die Früchte und die jungen Samen sind essbar.